# Fartuch (zbroja)

Folgowany fartuch mocowany do napierśnika

Fartuch (baskina, szorca) – element zbroi płytowej chroniący brzuch i biodra. Może stanowić integralną część kirysu w formie wywiniętej odpowiednio wyprofilowanej jego dolnej części, bądź występować w formie zespołu połączonych ze sobą folg doczepianych do dolnej krawędzi napierśnika (niekiedy również naplecznika)